# Aeroportul Capitán Germán Quiroga Guardia
Aeroportul Capitán Germán Quiroga Guardia (IATA: SRJ, ICAO: SLSB) este un aeroport din San Borja⁠(d), San Borja Municipality⁠(d), José Ballivián Province⁠(d), Beni, Bolivia ce deservește zona San Borja⁠(d).
Situat la o altitudine de 240 m, aeroportul dispune de o singură pistă.